# Mojca Petaros
Mojca Petaros, prevajalka, publicistka, literarna ustvarjalka, * 11. december 1998, Trst.

## Življenje in delo
Rodila se je v Trstu, oče Mitja, mati Manica (rojena Maver). Mojca je odraščala na Opčinah nad Trstom, kjer je tudi opravila obvezne šole v slovenskem jeziku, nato se je vpisala na slovenski Klasični licej v Trstu, kjer je maturirala leta 2017. Nato se je vpisala na Filozofsko fakulteto v Ljubljani, kjer je zaključila študij iz prevajanja (smer angleščina, italijanščina in španščina) in tam tudi magistrirala leta 2023. Med študijem je Mojca izkoristila dve Erazmus izmenjavi in sicer v Španiji, najprej v Granadi, nato v Sevilji.
Mojca Petaros je medtem študirala klarinet na Glasbeni matici, bila je članica Slovenske zamejske skavtske organizacije, v prostem času rada igra šah, s katerim si je tudi prislužila nagrado Šport in šola. Mnogo let je prepevala v zboru Vesela pomlad z Opčin. Članica je Radijskega odra, za katerega bodisi piše tekste kot nastopa. Zanima se za gledališče in piše recenzije najrazličnejših predstav. Redno piše članke in kolumne za Novi glas ter športne prispevke za Primorski dnevnik.
Mojca je gojila ljubezen do branja že od otroštva, tako se je približala književnosti in se je z resnejšim umetniškim ustvarjanjem (pošiljanjem zgodb na natečaje in revije)  ukvarja že nekaj časa. Kot dijakinja je uspešno sodelovala na literarnih natečajih, ki jih prireja Slovenski kulturni klub. Kasneje so njene kratke zgodbe objavlili v marikateri reviji, kot so Mladika, November, Novi zvon, Nebulae, Nedelja in Sodobnost, v zborniku Rukopisi ter na spletnih portalih Koridor, Arslitera in LUD Literatura ter še marsikje.
Uspešno je sodelovala na marsikaterem literarnem natečaju. Leta 2022 je prejela nagrado Energheia Slovenia 2022, ki jo prireja društvo iz Matere. Istega leta je postala Literarna zavetnica, saj je prejela prvo nagrado na natečaju, ki ga prireja Kulturno-gledališko društvo Reciklaža. Večkrat je bila nagrajena ali so jo predlagali za objavo na Literarnem natečaju Mladike. Bila je med finalisti Festivala mlade literature Urška.
Mojca Petaros je prevajalka, leta 2024 je za Mladinsko knjigo iz španščine prevedla roman Pokvarjenke (avtorica Camila Sosa Villada). Leta 2022 je v angleščino prevedla besedilo monografije Livio Možina, ki jo je izdala založba Mladika. Leta 2023 je bila šest mesecev v Luksemburgu kot prevajalka pri Svetu Evropske unije.